# Ferminivån

Ferminivån för en halvledare

Ferminivån betecknar inom fasta tillståndets fysik den högsta besatta energinivån för elektroner i ett material vid absoluta nollpunkten. Elektroner är fermioner vilka följer Paulis uteslutningsprincip. Detta medför att elektronerna (karaktäriserade av spinn och energi) inte kan förekomma i inbördes identiska kvanttillstånd. Elektronerna kommer därför att fylla de lägsta tillgängliga energinivåerna upp till en övre gräns, ferminivån. Termen används även vid högre temperaturer som synonym för kemisk potential.
Fördelningen av elektroner på olika energinivåer vid högre temperaturer följer Fermi-Dirac-fördelningen. Ett antal elektroner befinner sig över ferminivån på grund av termiska exitationer. För halvledare finns ett bandgap (skillnaden mellan högsta energinivån i valensbandet och lägsta energinivån i ledningsbandet) med energier som inte svarar mot möjliga tillstånd (inga elektroner kan ha dessa energier). Ferminivån ligger ungefär mitt i detta bandgap för odopade halvledare. För dopade halvledare ligger ferminivån högre eller lägre än i intrinsiska (utan störatomer eller om dessas inverkan kan försummas) material, beroende på dopningsämne, dopningsgrad och temperatur.
Ferminivån är grundläggande för behandling av elektriska ledare och halvledare med hjälp av bandmodeller samt för analys av termiska egenskaper. Till exempel kan en förklaring ges till det förhållandet att elektroner ger ett mycket litet bidrag vid högre temperaturer till metallers specifika värme men stora bidrag till elektrisk och termisk ledningsförmåga.